# Таня Байєр
Таня Байєр (нім. Tanja Beyer) (1974) — німецька дипломатка. Генеральний консул Німеччини в Донецьку/Дніпрі (з 2021).

## Життєпис
Народилася у 1974 році в місті Ешвеге. У 1999 році отримала юридичну освіту в Гамбурзі, перший державний юридичний іспит. У 2000 році ступінь магістра правознавства в місті Глазго.
У 2000—2003 рр. — займалася юридичною практикою (рефендаріат). У 2003 році здала другий державний юридичний іспит
У 2004—2005 рр. — проходила підготовку до вступу на дипломатичну службу Німеччини
У 2005—2007 рр. — працювала у Посольстві Німеччини в Казахстані (Алмати)
У 2007—2008 рр. — співробітниця Посольства Німеччини в Казахстані (Астана)
У 2008—2010 рр. — працювала у Федеральному міністерстві закордонних справ Німеччини
У 2010—2014 рр. — співробітниця Посольства Німеччини в Україні (Київ)
У 2014—2017 рр. — консулка Генерального консульства Німеччини у Нью-Йорку (США)
У 2017—2021 рр. — заступниця начальника відділу з питань економіки Федерального міністерства закордонних справ Німеччини
З 1 серпня 2021 року — Генеральний консул Німеччини у Донецьку, з тимчасовим офісом у Дніпрі.